# Clinton (Utah)
Pour les articles homonymes, voir Clinton.
Clinton est une municipalité américaine située dans le comté de Davis en Utah. Lors du recensement de 2010, sa population est de 20 426 habitants.

## Géographie
La municipalité s'étend sur 5,85 milles carrés (15,15 km2).

## Histoire
La localité est fondée vers 1870 sur le territoire de Layton par James Hill et sa famille. Clinton devient une municipalité en 1936.

## Démographie
La population de Clinton est estimée à 21 971 habitants au 1er juillet 2017.
Avec 37 % de moins de 18 ans en 2010, sa population est nettement plus jeune que celle de l'Utah (31,5 %) et des États-Unis (24 %).
| Groupe            | Clinton (2016) | Utah (2017) | États-Unis (2017) |
| ----------------- | -------------- | ----------- | ----------------- |
| Blancs            | 89,0           | 90,9        | 76,6              |
| Afro-Américains   | 1,2            | 1,4         | 13,4              |
| Amérindiens       | 0,9            | 1,5         | 1,3               |
| Asiatiques        | 2,2            | 2,6         | 5,8               |
| Océano-Américains | 0,3            | 1,0         | 0,2               |
| Métis             | 2,6            | 2,5         | 2,7               |
|                   |                |             |                   |
| Hispaniques       | 10,7           | 7,0         | 18,1              |

Le revenu par habitant était en moyenne de 24 759 dollars par an entre 2012 et 2016, en-dessous de la moyenne de l'Utah (25 600 dollars) et de la moyenne nationale (29 829 dollars), malgré un revenu médian par foyer supérieur (74 043 dollars contre respectivement 62 518 et 55 322 dollars). Sur cette même période, 4,6 % des habitants de Clinton vivaient sous le seuil de pauvreté (contre 10,2 % dans l'État et 12,7 % à l'échelle des États-Unis).